# Contea di St. Johns
La contea di St. Johns (in inglese St. Johns County) è una contea della Florida, negli Stati Uniti. Il suo capoluogo amministrativo è St. Augustine ed è una delle contee più benestanti degli USA. La contea appartiene all'Area Statistica Metropolitana di Jacksonville.

## Geografia fisica
La contea ha un'area di 2.127 km² di cui il 25,86% è coperta d'acqua, per la maggior parte dall'Oceano Atlantico. Confina con: 
- Contea di Duval - nord
- Contea di Flagler - sud
- Contea di Putnam - sud-ovest
- Contea di Clay - ovest

## Storia
La Contea di St. Johns venne creata nel 1821 ed il nome è dedicato a San Giovanni Battista. La Contea di St. Johns e quella di Escambia furono due contee che originariamente ebbero per confine il fiume Suwannee.

## Città principali
- Ponte Vedra Beach
- St. Augustine
- Palm Valley
- Switzerland
- Sawgrass
- St. Johns
- Fruit Cove

## Politica
| Anno | Repubblicani | Democratici | Altri |
| ---- | ------------ | ----------- | ----- |
| 2004 | 68,6%        | 30,6%       | 0,8%  |
| 2000 | 65,1%        | 32,1%       | 2,8%  |
| 1996 | 56,3%        | 34,4%       | 9,3%  |
| 1992 | 50,5%        | 30,7%       | 18,8% |
| 1988 | 70,1%        | 29,3%       | 0,6%  |